# Tolódzkodás

Saját testsúlyos tolódzkodás

A tolódzkodás olyan összetett edzőgyakorlat, mely több izomcsoportot is megdolgoztat. Elsősorban a mellizmokat és a tricepszet veszi igénybe, de hat a deltaizomra és a trapézizomra is. A fogás szélességétől függően lehet elsősorban mellizom- vagy tricepszgyakorlat, a szélesebb fogással (ha a rudak távolabb vannak) a mellizmokat dolgoztatja jobban, a szűkebb fogás pedig a tricepszet. Ha nem állítható szélességű a korlát, akkor a mellgyakorlathoz a felsőtest előre dől, a lábakat előre húzzák, egyenes tartásban. Tricepszgyakorlatnál pedig a lábak egyenesek a törzs alatt, a felsőtest is merőleges a rudakra.
A tolódzkodás gépen is végezhető, ahol lapsúlyokkal lehet szabályozni az ellenállást, azaz könnyíteni a gyakorlatot. Kezdők esetében ez az ajánlott módszer a tolódzkodógyakorlatra.
A gyakorlat szabályos kivitelezése fontos a sérülések megelőzése érdekében. A kontrollált mozdulattal, himbálózás nélkül végzett gyakorlat számít helyesnek, ahol a felkar leereszkedéskor párhuzamos a rúddal, lentebb ereszkedni nem szabad, mell- és vállizomsérüléseket okozhat.
A tolódzkodást tornászgyűrűn is el lehet végezni, ilyenkor az instabil környezet miatt nagyobb terhelést kapnak az alkart és a vállat stabilizáló izmok.